# NGC 6687
NGC 6687 é uma galáxia espiral (Scd) localizada na direcção da constelação de Draco. Possui uma declinação de +59° 38' 35" e uma ascensão recta de 18 horas, 37 minutos e 22,0 segundos.
A galáxia NGC 6687 foi descoberta em 11 de Julho de 1883 por Lewis A. Swift.